# برباره (عکار)
برباره (به عربی: بربارة) یک منطقهٔ مسکونی در لبنان است که در شهرستان عکار واقع شده‌است. برباره ۱٫۱۵ کیلومتر مربع مساحت و ۲۰۳ نفر جمعیت دارد و ۴۰۰ متر بالاتر از سطح دریا واقع شده‌است.